# Mattachine Steps
Mattachine Steps, también conocida como la escalera de Cove Avenue, es una escalera exterior en Silver Lake, ciudad de Los Ángeles, en el estado estadounidense de California. Fue dedicada a la Mattachine Society en 2012 en memoria de Harry Hay, quien fundó en 1950 este grupo, uno de los primeros en formarse para luchar por los derechos de los homosexuales.